# История Сан-Хосе (Калифорния)
История Сан-Хосе — третьего по величине города штата Калифорния (США).

## До вхождения в состав США
До прихода европейцев на этих землях проживали индейцы племени олони. После того, как в 1770 году был основан форт Монтерей и католическая миссия недалеко от него, военный губернатор Педро Фагес стал отправлять сухопутные экспедиции из Монтерея для изучения территории. В 1775 году Хуан Баутиста де Анса привёл в Калифорнии переселенцев из Новой Испании. Оставив основную массу людей в Монтерее, он с небольшой группой людей в 1776 году отправился на север, и выбрал ряд мест, подходящих для основания поселений.

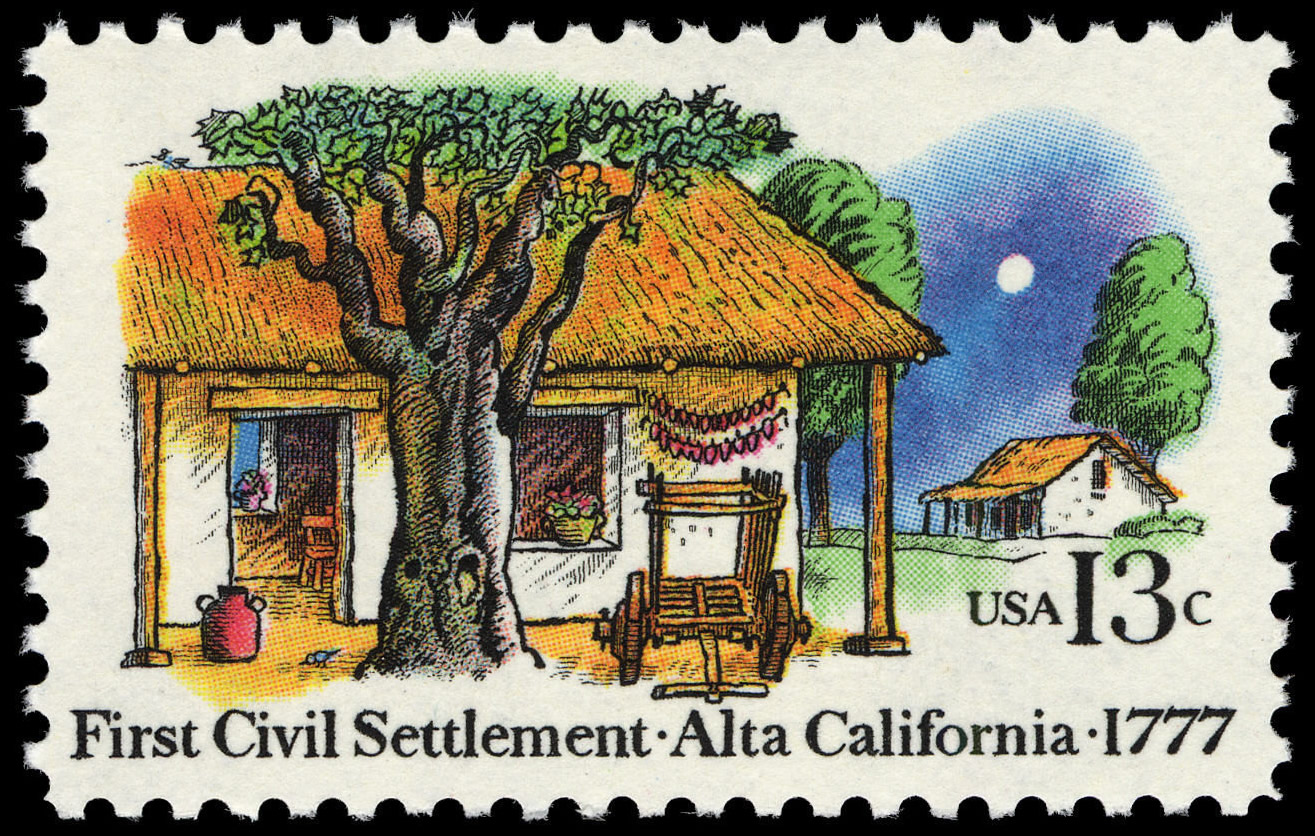

В 1777 году Анса вернулся в Мексику, а главным вместо него остался Хосе Хоакин Морага, который 29 ноября 1777 года основал Сан-Хосе-де-Гвадалупе — первый населённый пункт в Калифорниях, не связанный с военным постом или католической миссией. В нём поселились колонисты, приведённые Ансой, чтобы обеспечивать продовольствием военные посты в Монтерее и Сан-Франциско; в 1778 году здесь проживало 68 человек. В 1797 году поселение было перенесено на новое место — от пересечения современных Гвадалупе-парквэй и Тэйлор-стрит к современной площади Сесара Чавеса.
После образования в 1821 году независимой Мексики на территории Верхней Калифорнии стали выделяться земельные гранты для переселенцев, часть из которых была выдана на территории современного Сан-Хосе.
В 1846 году во время американо-мексиканской войны капитан Томас Фаллон привёл небольшой отряд из Санта-Круза и 11 июля 1846 года без боя захватил Сан-Хосе.

## В составе США
В 1848 году по договору Гвадалупе-Идальго территория Калифорнии перешла Соединённым Штатам. Ещё в 1845 году капитан мексиканской кавалерии Андрес Кастильеро узнал от местных индейцев, что южнее Сан-Хосе имеются месторождения киновари. В 1847 году здесь началась добыча ртути, удачно совпавшая с началом золотой лихорадки (ртуть требовалась для добычи золота); о важности добычи ртути для этих мест может свидетельствовать тот факт, что ежедневная газета Сан-Хосе носит название «San Jose Mercury News».

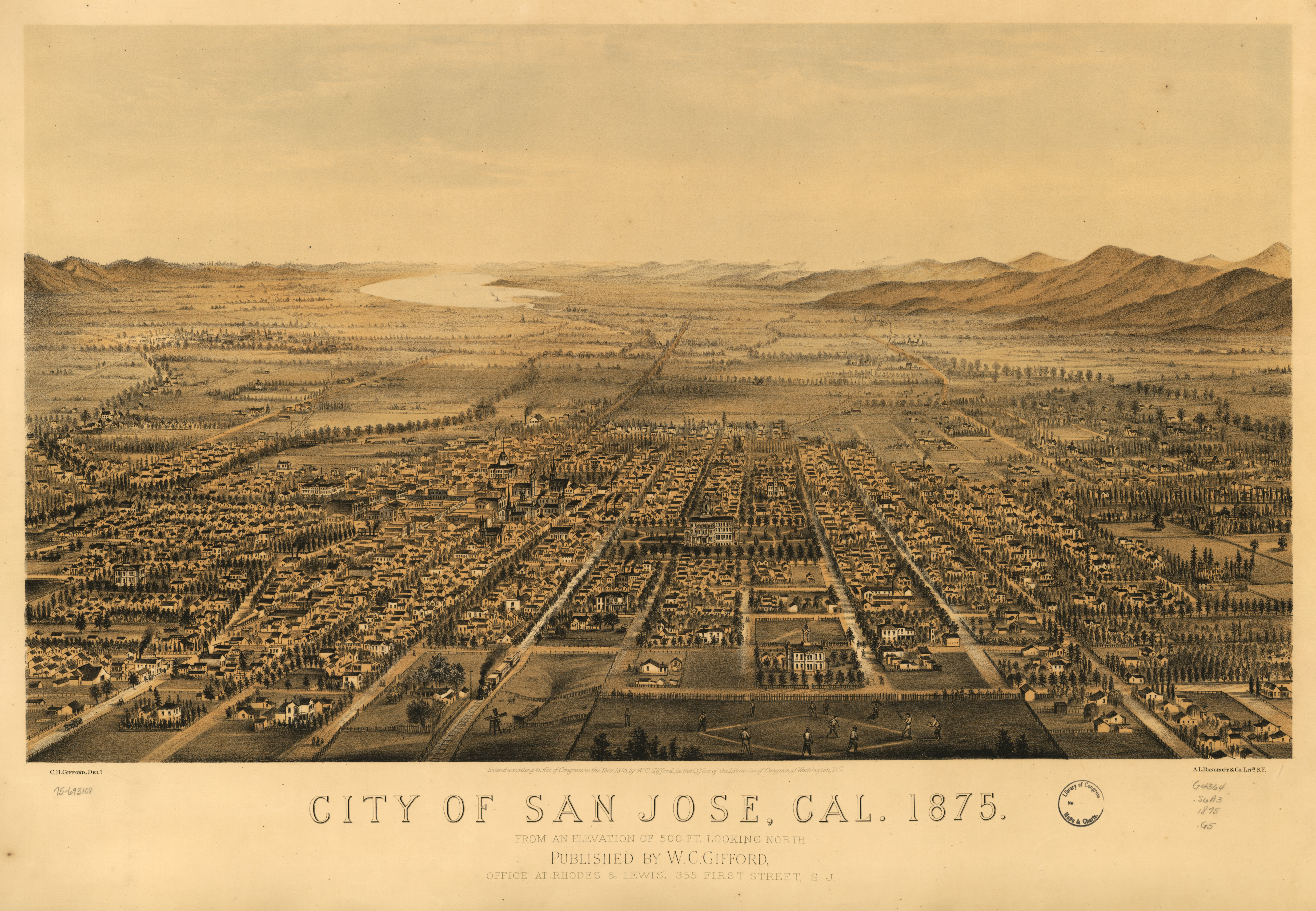
Сан-Хосе в 1875 году

В 1850 году Калифорния стала штатом США. Сан-Хосе 27 марта 1850 года получил статус города, став первым городом нового штата, и был объявлен столицей, именно здесь прошли первая и вторая сессии Законодательного собрания Калифорнии. Однако власти были недовольны размещением, и сенатор Мариано Гвадалупе Вальехо предложил выстроить новую столицу штата на земле, подаренной им штату. В 1851 году столица Калифорнии была перенесена в Вальехо.
В 1884 году в Сан-Хосе переехала Сара Винчестер, которая построила Дом Винчестеров, ставший одной из достопримечательностей города.
В 1933 году преступниками был с целью выкупа похищен Брук Харт — 22-летний сын владельца крупного магазина. Когда после задержания преступников при передаче денег выяснилось, что на самом деле Брук Харт был уже убит, разъярённая толпа, состоявшая примерно из 10 тысяч человек (около одной шестой населения города в то время) ворвалась в тюрьму и линчевала задержанных преступников. Фотографии линчевания были использованы нацистской пропагандой в Германии в качестве демонстрации того, что население США поддерживает своих евреев (Харты были евреями).
Долгое время основной экономики Сан-Хосе было сельское хозяйство. В 1903 году в Сан-Хосе переехала компания «Food Machinery Corporation», которая во время Второй мировой войны получила от Министерства обороны США заказ на производство тысячи LVT, и после войны оставалась подрядчиком Министерства обороны. В 1943 году компания «IBM» разместила в Сан-Хосе свою штаб-квартиру на Западном побережье, а в 1952 году открыла здесь научно-исследовательский отдел.
В 1950 году сити-менеджером Сан-Хосе стал Энтони Хэмэнн. В то время площадь города составляла всего 44 км², а население — 95 280 человек. Хэмэнн стал проводить политику агрессивного расширения городской территории за счёт окружающих земель, и расселения горожан в пригороды; также он активно рекламировал Сан-Хосе на Восточном побережье как отличное место для бизнеса. В 1960 году город был награждён премией «All-America City Award» (с англ. — «Всеамериканский город») присуждаемой Национальной гражданской лигой, которую неофициально называют «Нобелевской премией за конструктивное гражданство» и которая выдается за активную гражданскую позицию жителей некорпоративных сообществ Соединённых Штатов в жизни местного самоуправления. Усилия Хэммэна привели к тому, что население города росло на 8% в год; когда он оставил должность в 1969 году, то в Сан-Хосе проживало 495 000 человек, а площадь города выросла в восемь раз.

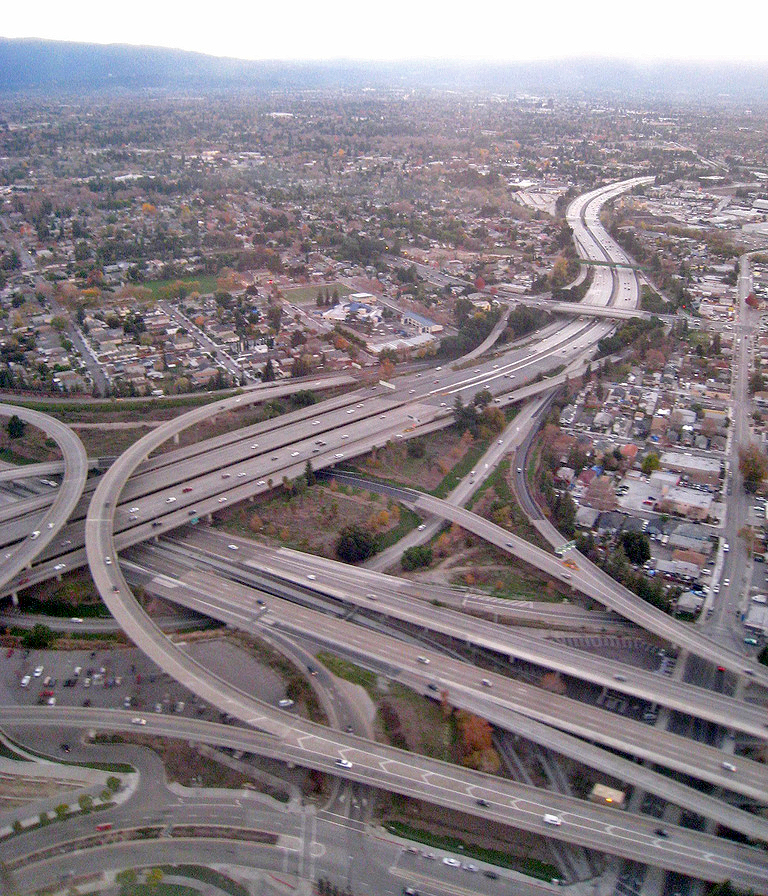
Сан-Хосе в 2007 году

Однако бурный рост имел свою цену: дефицит городского бюджета, ухудшение муниципального сервиса и загрязнение окружающей среды. С 1970-х годов к власти в городе пришли те, кто выступал против искусственного роста. Был принят план развития города, фиксирующий его границы и финансовую политику. Однако эти меры не остановили роста города, а лишь перенаправили его с экспансии вовне на интенсификацию использования уже имеющейся территории. Одной из причин продолжающегося роста города стало то, что он стал неформальной столицей Кремниевой долины.
В 1989 году Сан-Франциско впервые превзошёл Сан-Хосе по численности населения, и с тех пор Сан-Хосе является третьим, а не вторым по величине городом штата Калифорния. В 2008 году население Сан-Хосе впервые превысило 1 миллион, однако в 2010 году численность населения города составила лишь 945 942 человек.